# Xysticus viduus
Xysticus viduus är en spindelart som beskrevs av Kulczynski 1898. Xysticus viduus ingår i släktet Xysticus och familjen krabbspindlar. Enligt den finländska rödlistan är arten sårbar i Finland. Artens livsmiljö är sandstränder vid sötvatten. Inga underarter finns listade i Catalogue of Life.